# Dominikanerkloster St. Pauli Leipzig

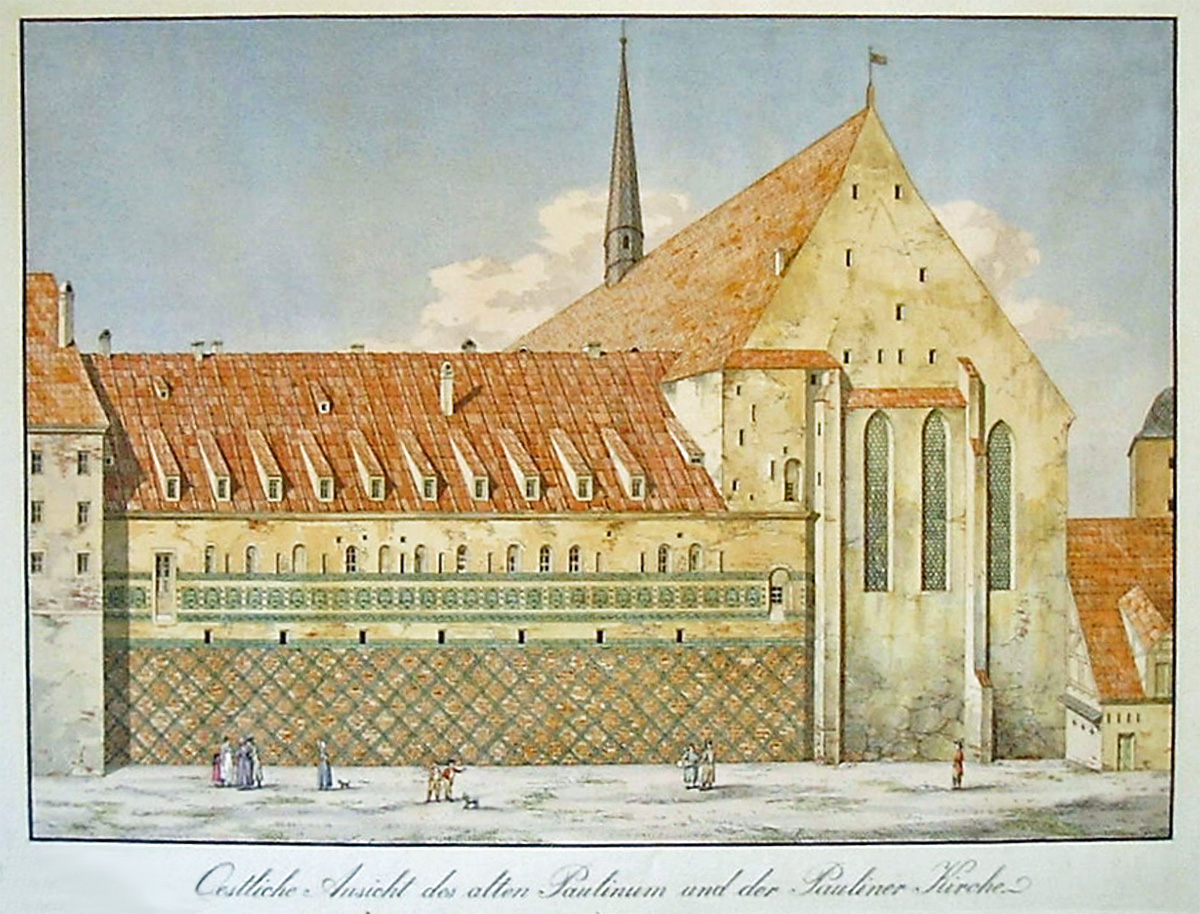
Das ehemalige Klostergebäude mit der Paulinerkirche um 1800

Das Leipziger Dominikanerkloster St. Pauli war ein Kloster des Ordens der Dominikaner, das von der ersten Hälfte des 13. Jahrhunderts bis zur Reformation bestand.

## Geschichte
Nachdem erst 1215 der Orden der Dominikaner in Toulouse rechtsverbindlich gegründet worden war, kamen bereits 1229 Dominikaner-Mönche aus Erfurt nach Leipzig und erhielten vom Ritter Heinrich von Wahren ein Grundstück südlich des Grimmaischen Tores auf einer geschleiften ehemaligen Zwingburg Markgraf Dietrichs. Das Areal umfasste das Gebiet zwischen Grimmaischer Straße, Altem Neumarkt (heute Universitätsstraße) und der Stadtmauer, also etwa dem heutigen Universitätscampus entsprechend.
Die Gründungsurkunde wurde 1231 vom damals etwa 16-jährigen Meißner Markgraf Heinrich unterzeichnet. Schon 1240 konnte die Klosterkirche dem Apostel Paulus geweiht werden. Aus vergleichenden Studien wird angenommen, dass es eine flachgedeckte Halle mit einem, gemäß der Ordensbauweise, einschiffigen gewölbten Chor war. Das Kloster lag südlich der Kirche, der zugehörige Wirtschaftshof südwestlich davon.
Als 1409 die deutschsprachigen Magister und Scholaren aus Prag nach Leipzig kamen, wurden sie zunächst von den Dominikanern aufgenommen.
Im letzten Viertel des 15. Jahrhunderts wurden Kreuzgang und Gartenanlagen, Refektorium, Wirtschaftsgebäude, Bibliothek und Kapitelhaus neu errichtet. An die Nordseite der Kirche waren, schon im 14. Jahrhundert beginnend, vier Totenkapellen bedeutender Familien (Pflugk, Haugwitz, Leymbach und Thümmel) angebaut worden. Nun wurde auch die Kirche umgebaut. Das Langhaus wurde eingewölbt und der Chor dreischiffig errichtet und verlängert, so dass er nun über die Stadtmauer hinaus bis in den Stadtgraben reichte. Letzteres war 1521 abgeschlossen, musste aber schon 1546 wegen notwendiger Stadtbefestigung im Schmalkaldischen Krieg bis auf die Stadtmauerflucht rückgebaut werden.
Nach der Reformation wurde das Kloster aufgehoben. 1539 mussten die Dominikaner Leipzig verlassen. Das Kloster sollte zugunsten eines neuen Stadtteils abgerissen werden. Kurfürst Moritz übereignete es aber 1543 mit allen Gütern der Universität Leipzig. Es wurde das Collegium Paulinum. Die Kirche wurde als Aula und Gottesdienstraum genutzt. 1545 weihte sie Martin Luther als protestantische Kirche.
Der bekannteste Mönch des Klosters war der durch den Ablasshandel in die Geschichte eingegangene Johannes Tetzel. Er trat 1489 in das Leipziger Kloster ein und war trotz seiner häufigen Abwesenheit wegen seiner Ablass-Prediger-Reisen immer Angehöriger des Klosters. 1518 kehrte er ins Kloster zurück und starb hier 1519.
Die Mönche des Leipziger Dominikanerklosters wurden wegen des Patrons ihrer Kirche auch oft fälschlich Pauliner genannt, obwohl sie nicht dem Orden dieses Namens angehörten.